# Barbula orizabensis
Barbula orizabensis là một loài Rêu trong họ Pottiaceae. Loài này được Müll. Hal. mô tả khoa học đầu tiên năm 1876.